# Parque nacional de Jebil
El Parque nacional de Jebil es un parque nacional en Túnez situado dentro del desierto del Sahara. Con una superficie de 150.000 hectáreas, es el segundo parque nacional más grande del país, después del Parque nacional Senghar-Jebess. Fue designado parque nacional en 1994 (extraoficialmente desde 1984). Hasta que se creó el parque de Senghar-Jebess en 2010, era el único parque nacional dentro del desierto del Sahara propiamente dicho.

## Descripción
El parque nacional de Jebil está ubicado a 80 km al sur de Douz, en la gobernación de Kebili. Su vegetación incluye arbustos desérticos como la retama moruna, que son comunes en las regiones habitadas por gacelas, liebres y víboras cornudas. También incluye hierbas con flores de la familia Calligonum ( Calligonum arich y Calligonum azel ), así como Arthrophytum schmittianum, Aristida pungens y la planta con flores de margarita Rhanterium suavolens.
El parque cuenta con refugios vigilados para los turistas que frecuentan el área (los guardias están estacionados en todo el parque). El sitio alberga una serie de artefactos prehistóricos que se estudian para conocer las diferentes etapas de la historia humana desde el Holoceno hasta la Segunda Guerra Mundial. El parque cubre casi todo el Gran Erg Oriental dentro de Túnez.
En la parte occidental, hay 'peñascos gigantescos' que se formaron a través de la meteorización de rocas plutónicas .

## Fauna
El parque es el hogar de una variedad de vida silvestre, incluido el zorro fénec, la víbora cornuda, la cobra, el chacal y la oveja de Berbería, que son endémicas de la región. Las serpientes y otros reptiles viven debajo de las rocas y en depresiones arenosas.

### Mamíferos
Las gacelas dorcas (Gazella dorcas) y la gacela Rhim (Gazella leptoceros) siguen presentes en el parque. El guepardo Acinonyx jubatus (VU), que estuvo una vez presente, probablemente haya desaparecido.

### Aves

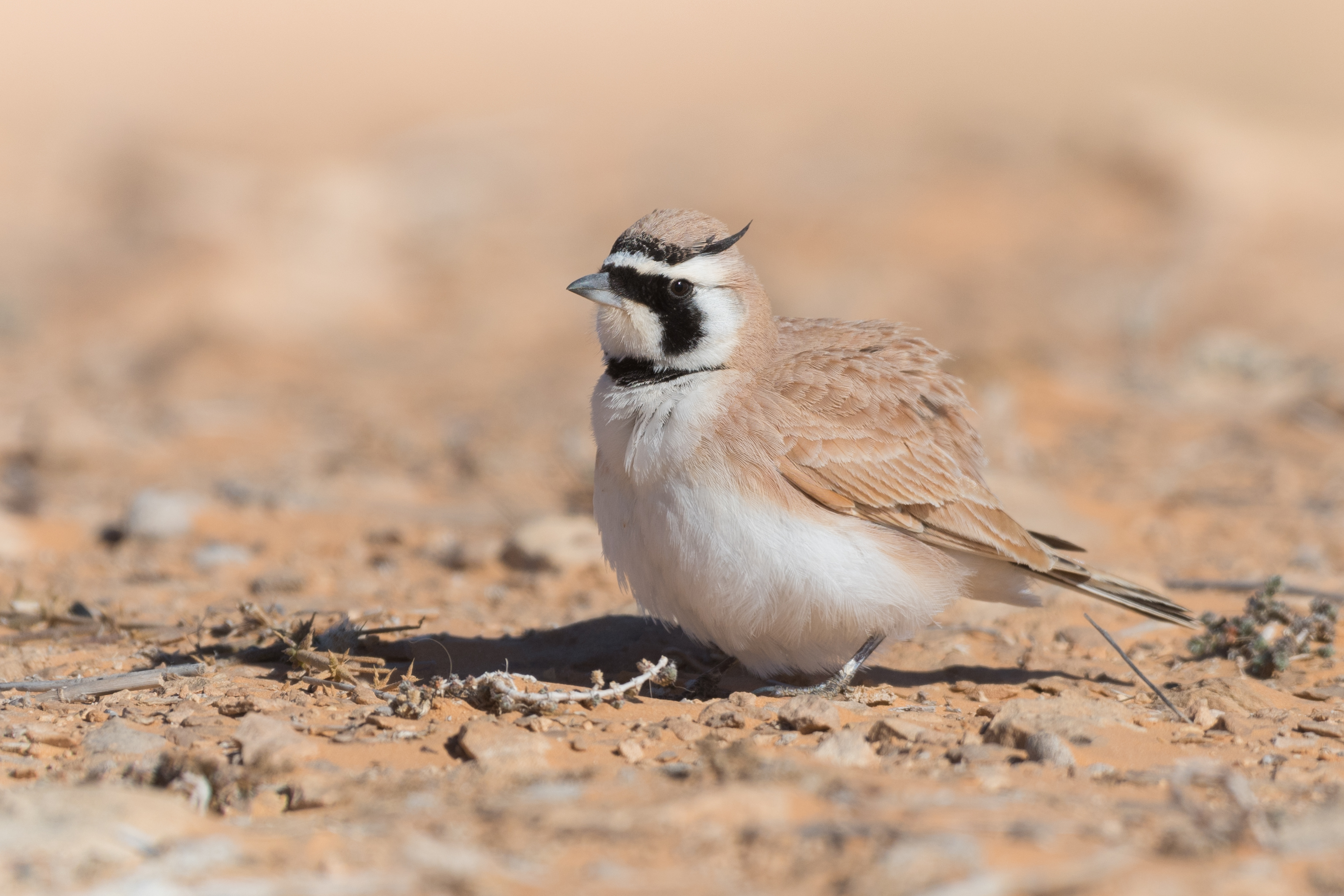
Alondra sahariana en el Parque nacional de Jebil.

El parque está clasificado mundialmente como Área Importante para las Aves (TN043). Este es el único lugar protegido en Túnez donde se ha registrado el gorrión del desierto (Passer simplex) y uno de los dos únicos en los que se encuentra la alondra de pico grueso (Ramphocoris clotbey). Se ha encontrado que la avutarda Hubara (Chlamydotis undulata), muy rara en Túnez y en la categoría Vulnerable en todo el mundo, anida solo dentro del área cerrada del Parque, lo que indica la importancia de Jebil para la conservación de esta ave.

### Amenazas
La principal amenaza para el sitio es la caza furtiva de las gacelas, de la ganga Pterocles y de la avutarda Hubara (Chlamydotis undulata).